# Paměť se zpožďovací linkou
Paměť se zpožďovací linkou (anglicky delay line memory) je elektronická paměť, která se používala v prvních počítačích. Její obsah se musel pravidelně obnovovat (anglicky refresh) avšak na rozdíl od moderních pamětí RAM k ní byl přístup sériový.
V původní implementaci se elektrické pulzy měnily na mechanické, které se relativně pomalu šířily válcem naplněným rtutí, magnetorestriktivní cívkou nebo piezoelektrickým krystalem. Médium mohlo přenášet v kterémkoliv okamžiku stovky nebo tisíce vln. Po dosažení druhého konce byly vlny přeměněny zpět na elektrické pulzy, obnoveny do původní podoby a znovu předány na začátek média, takže došlo k obnovení obsahu informace. Získání příslušné informace vyžadovalo čekat na okamžik, až vlna dorazí na konec materiálu, což znamenalo prodlevu v řádu mikrosekund.
Paměť se zpožďovací linkou vynalezl J. Presper Eckert ve 40. letech minulého století pro použití v počítačích jako byly například EDVAC a UNIVAC I.
Obdobná paměť se používala pro zpožďování signálu v barevných televizorech v systému SECAM.